# Royal Kunia
Royal Kunia – census-designated place (CDP) na wyspie Oʻahu, w hrabstwie Honolulu, na Hawajach, w Stanach Zjednoczonych. Według szacunków United States Census Bureau w roku 2010 CDP miało 14 525 mieszkańców. Do spisu z 2010 obszar ten widniał jako Village Park.

## Geografia
Według United States Census Bureau census-designated place obejmuje powierzchnię 3 mil2 (7,77 km²).

## Demografia
Według spisu z roku 2010, CDP zamieszkuje 14 525 osób, które tworzą 4014 gospodarstw domowych oraz 3524 rodziny. Średni roczny dochód dla gospodarstwa domowego wynosił 92 471 $ a średni roczny dochód dla rodziny to 91 230 $. Średni roczny dochód na osobę wynosił 26 900 $. 4,8% rodzin i 6,3% mieszkańców census-designated place żyło poniżej granicy ubóstwa, z czego 8% to osoby poniżej 18 lat a 4,3% to osoby powyżej 65 roku życia.